# Castro Daire
Castro Daire là một huyện thuộc tỉnh Viseu, Bồ Đào Nha. Huyện này có diện tích 379 km², dân số thời điểm năm 2001 là 16990 người.